# Ruch praw mężczyzn
Ruch praw mężczyzn – składa się z różnych grup i osób, które koncentrują się na ogólnych kwestiach społecznych i niektórych rozporządzeniach rządowych, na które mają negatywny wpływ, a w niektórych przypadkach dyskryminują strukturalnie mężczyzn i chłopców. Tematy omawiane w ramach ruchu na rzecz praw mężczyzn obejmują prawo rodzinne, rodzicielstwo, reprodukcję, samobójstwa, przemoc domową wobec mężczyzn, obrzezanie, edukację, pobór do wojska, sieci bezpieczeństwa społecznego i politykę zdrowotną. Niektórzy naukowcy opisują ruch na rzecz praw mężczyzn lub jego części jako bunt przeciwko feminizmowi.

## Historia

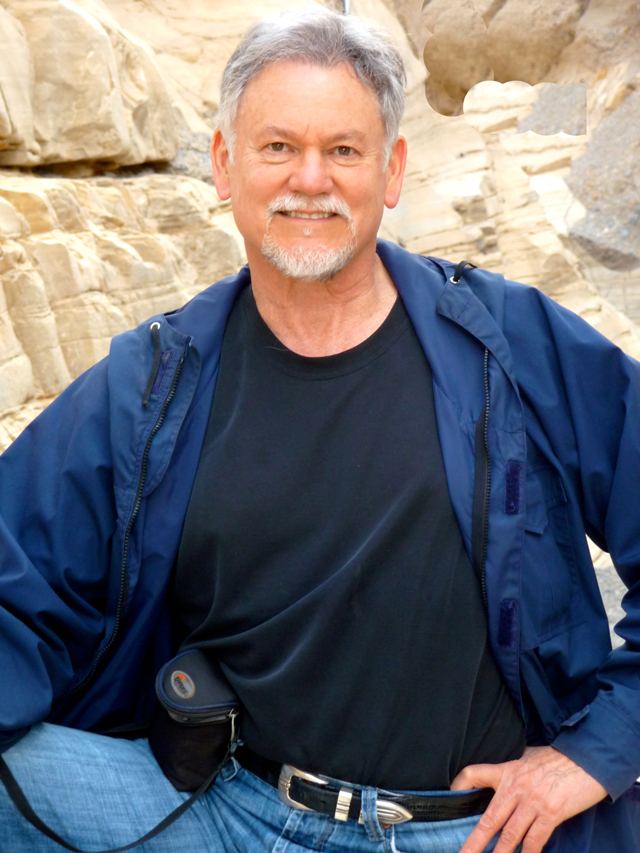
Warren Farrell

### Prekursorzy
Terminu „prawa mężczyzn” używano od co najmniej lutego 1856 roku, kiedy to pojawił się w magazynie Putnam's Magazine.
Trzy luźno powiązane organizacje praw mężczyzn zostały utworzone w Austrii w okresie międzywojennym. Liga Praw Mężczyzn (Bund für Männerrechte) została założona w 1926 roku w celu „zwalczania wszelkich ekscesów emancypacji kobiet”. W 1927 roku Justitia League for Family Law Reform i Aequitas World’s League for the Rights of Men oddzieliły się od Ligi Praw Mężczyzn. Trzy grupy broniące praw mężczyzn sprzeciwiły się wejściu kobiet na rynek pracy i postrzegały to jako negatywny wpływ ruchu kobiet na instytucje społeczne i prawne. Krytykowały one prawo małżeńskie i rodzinne, a w szczególności wymóg wypłacania alimentów żonom i nieślubnym dzieciom oraz popierały wykorzystanie badań krwi do ustalenia ojcostwa. Justitia i Aequitas wydawały własne czasopisma (które zwykle szybko upadały) jak Männerrechtler-Zeitung (Czasopismo Obrońców Praw Mężczyzn) czy Notwehr (Obrona Konieczna), w których wyrażały swoje poglądy, na które duży wpływ miały prace Heinricha Schurtza, Otto Weiningera i Jörga Lanza von Liebenfelsa. Organizacje te przestały istnieć przed 1939.

### Ruch

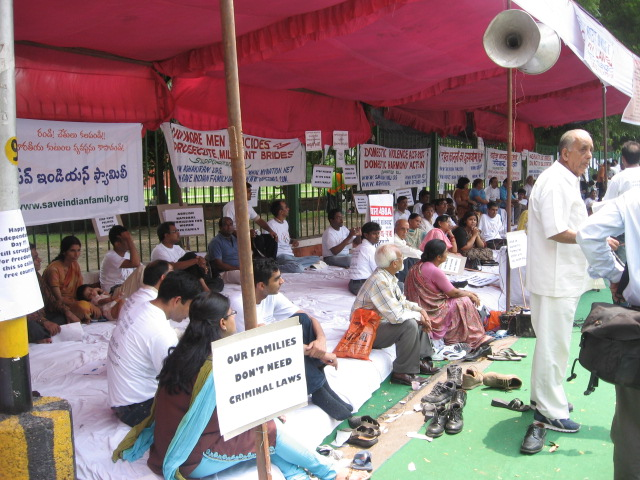
Protesty w Indiach

Współczesny ruch na rzecz praw mężczyzn wyłonił się z ruchu wyzwolenia mężczyzn, który pojawił się w pierwszej połowie lat 70. XX wieku, kiedy to zaczęto studiować feministyczne idee i politykę. Ruch na rzecz wyzwolenia mężczyzn uznał zinstytucjonalizowaną władzę mężczyzn, jednocześnie krytycznie analizując konsekwencje hegemonicznej męskości. Pod koniec lat 70. ruch na rzecz wyzwolenia mężczyzn podzielił się na dwa odrębne nurty o przeciwstawnych poglądach: profeministyczny ruch mężczyzn i antyfeministyczny ruch praw mężczyzn. Działacze praw mężczyzn odrzucili feministyczne zasady i skupili się na obszarach, w których ich zdaniem, mężczyźni są pokrzywdzeni, uciskani lub dyskryminowani. Naukowiec zajmujący się badaniami nad męskością, Michael Kimmel, zauważył, że ich krytyka ról płciowych przerodziła się w celebrowanie wszystkiego, co męskie i niemalże zauroczenie samą tradycyjną rolą męską.
W latach 80. i 90. XX wieku obrońcy praw mężczyzn sprzeciwiali się zmianom społecznym, do których dążyły feministki i bronili patriarchalnego porządku płci w rodzinie, szkołach i miejscu pracy. Niektórzy obrońcy praw mężczyzn postrzegają mężczyzn jako grupę uciskaną i uważają, że społeczeństwo i mężczyźni zostali „sfeminizowani” przez ruch kobiet. Sarah Maddison, australijska pisarka, stwierdziła, że Warren Farrell i Herb Goldberg twierdzą, że dla większości mężczyzn władza jest iluzją, a kobiety są prawdziwymi posiadaczami władzy w społeczeństwie poprzez pełnienie roli głównych opiekunów i wychowawców dzieci.
Jedną z pierwszych organizacji praw mężczyzn była założona przez Richarda Doyle’a w 1971 r. Coalition of American Divorce Reform Elements, z której w 1973 r. wyodrębniło się Men’s Rights Association. Free Men Inc. powstała w 1977 r. w miejscowości Columbia, w stanie Maryland, tworząc w kolejnych latach kilka oddziałów, które ostatecznie połączyły się, tworząc National Coalition of Free Men (obecnie znaną jako National Coalition for Men). Również Men’s Rights, Inc. powstała w 1977. Fathers and Families zostało utworzone w 1994. W Wielkiej Brytanii, na początku lat dziewięćdziesiątych XX w. zaczęła się organizować grupa ds. praw mężczyzn, zwana UK Men’s Movement. W 2005 powstała Save Indian Family Foundation (SIFF), która w 2010 liczyła ponad 30 000 członków.

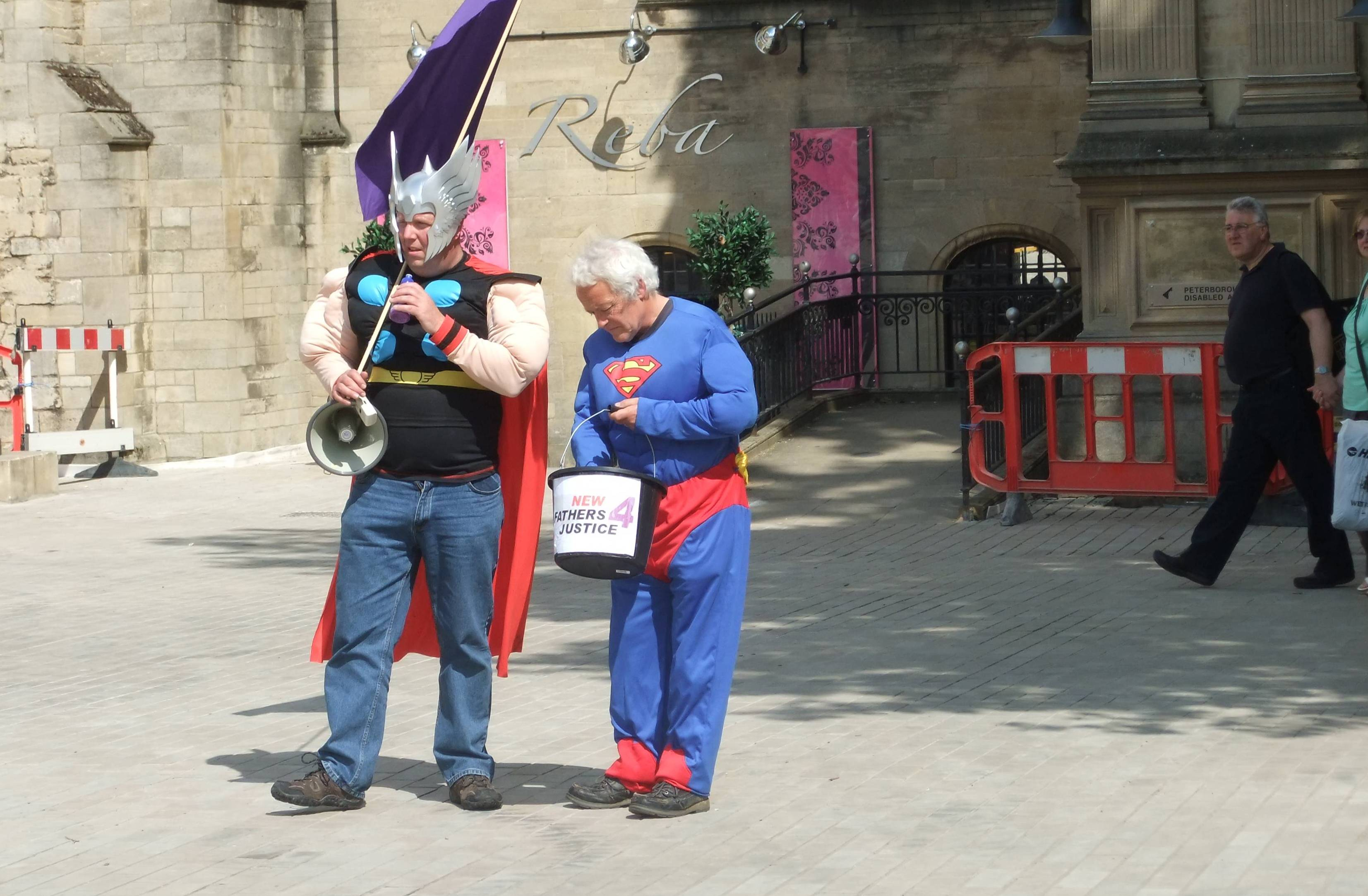
Protesty w Wielkiej Brytanii

W niektórych krajach europejskich w okresie przemian w kierunku konserwatyzmu i polityki wspierającej patriarchalną rodzinę powstały grupy obrony praw mężczyzn. W Stanach Zjednoczonych ruch praw mężczyzn ma ideologiczne powiązania z neokonserwatyzmem. Działacze praw mężczyzn otrzymali wsparcie lobbingowe od organizacji konserwatywnych, a ich argumenty były szeroko komentowane w neokonserwatywnych mediach.
Ruch praw mężczyzn stał się bardziej widoczny i zorganizowany od czasu rozwoju Internetu. Pojawiła się manosfera, w Internecie rozrosły się strony i fora poświęcone prawom mężczyzn. Aktywiści organizują się głównie w Internecie. Jedną ze stron poświęconych prawom mężczyzn jest A Voice for Men. Inne strony poświęcone problematyce praw mężczyzn to Father’s Rights Foundation, MGTOW oraz subreddity takie jak np. /r/MensRights. Zwolennicy praw mężczyzn często używają metafory czerwonej i niebieskiej pigułki pochodzącej ze sceny w filmach z serii Matrix do identyfikacji siebie nawzajem w sieci i w odniesieniu do momentu, w którym spostrzegli, że mężczyźni są uciskani.
Pomiędzy różnymi podgrupami istnieje duża wrogość. Krytycy twierdzą, że r/TheRedPill jest subredditem poświęconym prawom mężczyzn. Jednak użytkownicy tego subreddita twierdzą, że koncentrują się na samorozwoju osobistym i społecznym. Niektórzy krytycy, poza subredditem, twierdzą, że r/TheRedPill tak naprawdę nie dba o ruch praw mężczyzn i że MGTOW stanowią mężczyźni, którzy nie mają cierpliwości ani do /r/TheRedPill, ani do działaczy praw mężczyzn.
Powstały również partie polityczne koncentrujące się na prawach mężczyzn, w tym m.in. australijska Non-Custodial Parents Party (Equal Parenting), izraelska Man's Rights in the Family Party oraz brytyjska partia Justice for Men and Boys.
Większość działaczy na rzecz praw mężczyzn w Stanach Zjednoczonych to głównie biali, heteroseksualni mężczyźni należący do klasy średniej.
Prominentnymi działaczami są Warren Farrell Herb Goldberg Richard Doyle i Asa Baber. Również niektóre kobiety dołączyły się do ruchu praw mężczyzn, np. Helen Smith, Christina Hoff Sommers i Erin Pizzey.

### Relacje w stosunku do feminizmu
Wielu badaczy uważa ruch na rzecz praw mężczyzn za bunt lub kontrruch w stosunku do feminizmu. Bob Lingard i Peter Douglas wysunęli sugestię, że konserwatywne skrzydło ruchu praw mężczyzn, a nie zapatrywania ruchu praw mężczyzn w ogóle, jest buntem antyfeministycznym.
Jonathan A. Allan opisał ruch na rzecz praw mężczyzn jako ruch reakcyjny, który jest zdefiniowany przez swój sprzeciw wobec kobiet i feminizmu, ale nie sformułował jeszcze własnych teorii i metodologii poza antyfeminizmem. Badacz Michael Messner zauważył, że wczesny ruch na rzecz praw mężczyzn zawłaszczył symetryczny język ról płciowych, po raz pierwszy użyty przez feministki, co implikuje fałszywą równowagę władzy instytucjonalnej między mężczyznami i kobietami.
Ruch praw mężczyzn na ogół uwzględnia punkty widzenia, które odrzucają idee feministyczne i profeministyczne.
Działacze praw mężczyzn uważają, że feminizm zradykalizował swój cel i zaszkodził mężczyznom. Wierzą, że prawa zostały odebrane mężczyznom i że mężczyźni są ofiarami feminizmu i „feminizujących” wpływów w społeczeństwie. Sprzeczają się oni, że mężczyźni jako grupa mają instytucjonalną władzę i przywileje i uważają, że mężczyźni są ofiarami i znajdują się w niekorzystnej sytuacji w stosunku do kobiet. Grupy broniące praw mężczyzn zasadniczo odrzucają pogląd, że feminizm jest zainteresowany problemami mężczyzn a niektórzy działacze praw mężczyzn postrzegają ruch kobiet jako spisek mający na celu celowe zatajenie dyskryminacji mężczyzn i promowanie ginocentryzmu.

## Kwestie
Zwolennicy praw mężczyzn zajmują się wieloma różnymi sprawami, z których niektóre zrodziły własne grupy lub ruchy, takie jak ruch praw ojców, dotyczący w szczególności kwestii rozwodów i opieki nad dziećmi. Niektóre, jeśli nie wszystkie kwestie praw mężczyzn wynikają z ról płciowych i, według socjologa Allana Johnsona, patriarchatu.

### Adopcje
Działacze praw mężczyzn starają się poszerzyć prawa ojców, którzy nie zawarli związku małżeńskiego, w przypadku adopcji ich dziecka. Warren Farrell stwierdził, że nie informując ojca o ciąży, ciężarna matka pozbawia adoptowane dziecko relacji z ojcem biologicznym; zaproponował więc, aby kobiety były prawnie zobowiązane do dołożenia wszelkich starań w celu poinformowania ojca o ciąży w ciągu czterech do pięciu dni. W odpowiedzi filozof James P. Sterba zgadza się, że ze względów moralnych kobieta powinna poinformować ojca o ciąży i adopcji, ale nie powinno to być narzucone jako wymóg prawny, ponieważ mogłoby to spowodować nadmierną presję, na przykład, na przeprowadzenie aborcji.

### Prawa antyposagowe
Organizacje broniące praw mężczyzn, takie jak Save Indian Family Foundation (SIFF), stwierdziły, że kobiety nadużywają przepisów prawnych, które mają chronić je przed zabójstwem posagowym i spaleniom panien młodych. SIFF jest organizacją broniącą praw mężczyzn w Indiach, która koncentruje się na nadużywaniu wobec mężczyzn przepisów antyposagowych. SIFF prowadzi kampanię na rzecz zniesienia sekcji 498A indyjskiego kodeksu karnego, który karze okrucieństwo ze strony mężów (i rodziny męża) w pogoni za posagiem lub za doprowadzeniem żony do samobójstwa.
Prawo antyposagowe według SIFF-u jest regularnie nadużywane w celu rozstrzygania drobnych sporów małżeńskich; organizacja ta regularnie otrzymuje telefony od wielu mężczyzn, którzy twierdzą, że ich żony wykorzystały fałszywe roszczenia posagowe w celu uwięzienia ich.

### Opieka nad dziećmi
Prawo rodzinne jest obszarem głębokiej obawy wśród grup zajmujących się prawami mężczyzn. Zwolennicy praw mężczyzn stwierdzili, że system prawny i sądy rodzinne dyskryminują mężczyzn, w szczególności w zakresie opieki nad dziećmi po rozwodzie.
Uważają oni, że mężczyźni nie mają takich samych praw do kontaktu lub sprawiedliwych wspólnych praw rodzicielskich jak ich byłe żony i wykorzystują statystyki dotyczące orzeczeń w sprawie opieki nad dziećmi jako dowód uprzedzeń sądowych wobec mężczyzn. Obrońcy praw mężczyzn dążą do zmiany klimatu prawnego dla mężczyzn poprzez zmiany w prawie rodzinnym, na przykład poprzez lobbowanie na rzecz praw, które czynią wspólną opiekę nad dzieckiem jako standardową umową o opiekę, z wyjątkiem przypadków, gdy jedno z rodziców jest niezdolne lub nie chce być rodzicem. Zawłaszczyli feministyczną retorykę praw i równości w swoim dyskursie, formułując opiekę nad dzieckiem jako kwestię podstawowych praw obywatelskich w przeciwieństwie do praw dziecka. Niektórzy obrońcy praw mężczyzn twierdzą, że brak kontaktu z ich dziećmi sprawia, że ojcowie są mniej skłonni do płacenia alimentów. Inni powołują się na zespół alienacji rodzicielskiej (ang. parental alienation syndrome, PAS) jako powód przyznania opieki nad ojcami. Konsensus naukowy odrzucił PAS jako zespół wspierany empirycznie.
Badacze z zakresu prawa rodzinnego twierdzą, że zwolennicy praw ojca nie przypisują feminizmowi rewolucyjnej siły społecznej, która uświadamia ojcom ich równie ważne role rodzicielskie. Badacze i krytycy twierdzą, że badania empiryczne nie wykazują koncepcji sądowej stronniczości wobec mężczyzn i że zwolennicy praw mężczyzn wypaczają statystyki w sposób, który ignoruje fakt, iż większość mężczyzn nie ubiega się o opiekę. 90% sporów dotyczących opieki nad dzieckiem uzgadnianych jest bez udziału sądu rodzinnego, a badania wykazały, że decyzje dotyczące opieki nad dzieckiem są sprawiedliwie oceniane i że osoby powołane przez sąd są bardziej skłonne przyznawać opiekę rodzicom o wrażliwych cechach interpersonalnych, takich jak ciepło i współczucie, niezależnie od płci.
Badacze krytykują retoryczne ujęcie decyzji o opiece, stwierdzając, że obrońcy praw mężczyzn odwołują się do „równych praw”, nie określając nigdy praw, które ich zdaniem zostały naruszone. Badacze i krytycy twierdzą, że retoryka praw mężczyzn o potrzebach dzieci, która towarzyszy ich apelom o prawa ojców, ma na celu jedynie odcięcie się od krytyki, że jest ona motywowana własnym interesem mężczyzn i próbą maskowania własnych roszczeń obrońców praw mężczyzn.
Deborah Rhode stwierdziła, że wbrew twierdzeniom niektórych działaczy na rzecz praw mężczyzn, badania pokazują, że wspólna opieka prawna nie zwiększa prawdopodobieństwa, że ojcowie będą płacić alimenty na dzieci lub pozostaną zaangażowanymi rodzicami. Michael Flood stwierdził, że ruch praw ojców zdaje się przedkładać przywrócenie ojcowskiej władzy nad rzeczywiste zaangażowanie w sprawy dzieci, a formalne zasady równości mają pierwszeństwo nad pozytywnym rodzicielstwem i dobrem dzieci.
Lundy Bancroft twierdzi, że sądy rodzinne często nie chronią maltretowanych kobiet i ich dzieci, często przyznając wspólną lub wyłączną opiekę nad nimi maltretującym ojcom.

### Obrzezanie
Zauważono, że ruch „intaktywistów” (ang. intactivists), ruch przeciw obrzezaniu, w pewnym stopniu pokrywa się z ruchem praw mężczyzn. Większość obrońców praw mężczyzn sprzeciwia się rutynowemu obrzezaniu noworodków i twierdzi, że obrzezaniu kobiet poświęca się więcej uwagi niż obrzezaniu mężczyzn.
Kontrowersje wokół obrzezania dzieci z powodów nieterapeutycznych nie są wyłączne dla ruchu praw mężczyzn i wiążą się z obawami feministek i etyki lekarskiej. Niektórzy lekarze i pracownicy naukowi twierdzili, że obrzezanie jest naruszeniem prawa do zdrowia i integralności cielesnej, podczas gdy inni się z tym nie zgadzali.

### Obrona karna
W szeregu niezależnych od siebie badań empirycznych stwierdzono, że mężczyźni są średnio osądzani na dłuższe wyroki niż kobiety za te same przestępstwa. Na przykład badania Sonji B. Starr stanowią, że mężczyźni otrzymują średnio 63% dłuższe wyroki niż kobiety oraz dwa razy bardziej prawdopodobne jest, że skazane kobiety unikną aresztowania przy tych samych okolicznościach. Warren Farrell wskazał, że istnieją mechanizmy obrony karnej, które są dostępne wyłącznie dla kobiet. N. Quintin Woolf stwierdził, że nadreprezentacja mężczyzn jako morderców i ofiar morderstw jest dowodem na to, że mężczyźni są krzywdzeni przez przestarzałe postawy kulturowe.

### Rozwody
Grupy praw mężczyzn w Stanach Zjednoczonych od około lat 60. zaczęły organizować się w opozycji do reformy rozwodowej i kwestii opieki nad dziećmi. Do tego czasu mężowie posiadali władzę prawną i kontrolę nad żonami i dziećmi. Zaangażowani wówczas mężczyzni twierdzili, że prawo rodzinne i rozwodowe dyskryminowało ich i faworyzowało ich żony. Przywódca ruchu praw mężczyzn, Rich Doyle porównał sądy rozwodowe do „rzeźni”, uznając ich wyroki za nieracjonalne.
Obrońcy praw mężczyzn mówią, że mężczyźni świadomie lub nie rezygnują z małżeństwa i angażują się w strajk małżeński w wyniku postrzeganego braku korzyści w małżeństwie, a także emocjonalne i finansowe konsekwencje rozwodu, w tym alimenty, opiekę nad dzieckiem. Działacze ci twierdzą, że prawa rozwodowe i opiekuńcze naruszają indywidualne prawa mężczyzn do równej ochrony. Profesor prawa, Gwendolyn Leachman, napisała, że tego rodzaju ramy bagatelizują systemowe uprzedzenia, z którymi spotykają się kobiety, uzasadniające ochronne prawa rozwodowe i opiekuńcze.
W kilku krajach (w tym w USA i Wielkiej Brytanii) mężczyźni wnoszą mniej niż jedną trzecią spraw rozwodowych, a kobiety ponad dwie trzecie.

### Przemoc domowa
Grupy praw mężczyzn opisują przemoc domową kobiet wobec mężczyzn jako problem, który jest ignorowany częściowo dlatego, że mężczyźni niechętnie określają się jako ofiary. Grupy te mówią, że kobiety są równie agresywne lub nawet bardziej agresywne będąc w związkach niż mężczyźni i że przemoc domowa jest symetryczna pod względem płci. Jako dowód symetrii płci przytaczają kontrowersyjne badania z pola taktyki konfliktów rodzinnych Murraya A. Strausa i Richarda Gellesa.
Działacze praw mężczyzn stwierdzili, że systemy sądownicze zbyt łatwo akceptują fałszywe zarzuty dotyczące przemocy domowej kobiet wobec partnerów płci męskiej. Działacze ci krytykują prawne, polityczne i praktyczne środki ochrony maltretowanych kobiet prowadzą kampanie na rzecz schronisk dla maltretowanych mężczyzn (ang. shelters) oraz edukacji systemu prawnego w zakresie przemocy kobiet wobec mężczyzn.
W odpowiedzi na takie twierdzenia, badacz przemocy w rodzinie Richard Gelles opublikował artykuł zatytułowany „Domestic Violence: Not An Even Playing Field”, w którym oskarżył ruch praw mężczyzn o wypaczanie wyników badań na temat przemocy mężczyzn i kobiet w celu promowania mizoginistycznej agendy.
Badacze przemocy domowej odrzucili błędne badania cytowane przez działaczy praw mężczyzn i kwestionują ich twierdzenia, że taka przemoc jest symetryczna pod względem płci sugerując, że ich skupienie się na przemocy kobiet wynika z programu politycznego mającego na celu zminimalizowanie powagi problemu przemocy mężczyzn wobec kobiet i dzieci oraz osłabienie usług świadczonych na rzecz maltretowanych kobiet. Grupy praw mężczyzn lobbowały na rzecz blokowania finansowania przez państwo schronisk dla maltretowanych kobiet, pomimo wysokich wskaźników zabójstw wśród partnerów, przez co ich większe finansowanie jest uzasadnione.

### Edukacja
Zwolennicy praw mężczyzn opisują edukację chłopców jako przeżywającą kryzys, przy czym chłopcy mają niższe osiągnięcia edukacyjne i mniejszą motywację niż dziewczęta. Zwolennicy ci zrzucają winę za wpływ feminizmu na edukację na to, co ich zdaniem jest dyskryminacją i systematycznym uciskaniem chłopców w systemie edukacji. Krytykują to, co nazywają feminizacją edukacji, stwierdzając, że przewaga nauczycielek, skupienie się na potrzebach dziewcząt, a także programy nauczania i metody oceny, które faworyzują dziewczęta, okazały się represyjne i restrykcyjne wobec mężczyzn i chłopców.
W innym badaniu stwierdzono również, że różnice w osiągnięciach akademickich między płciami nie są wiarygodnie powiązane z przepisami dotyczącymi płci, a osiągnięcia kobiet są większe od osiągnięć chłopców w 70% badanych państw na całym świecie. W Australii zaprzeczają temu jednak ustalenia niezależnego instytutu ACARA NAPLAN, w którym stwierdzono, że od czasu ich wprowadzenia pojawił się subtelny, ale spójny wzorzec różnic płci w wynikach w testach NAPLAN – chłopcy regularnie osiągają lepsze wyniki niż dziewczęta w zakresie umiejętności liczenia, a dziewczęta stale przewyższają chłopców w czytaniu, pisaniu, ortografii oraz składnikach gramatycznych i interpunkcyjnych. Dodatkowo, w porównaniu z innymi przedstawionymi dowodami, w większości państw nastąpił niewyjaśniony i znaczący spadek liczby chłopców na uniwersytetach. Na przykład w Australii od 1974 roku odsetek ten spadł z 61% do 46%. Podobne tendencje zaobserwowano w Wielkiej Brytanii, na co wpływ ma przede wszystkim postawa nauczycieli.
Grupy praw mężczyzn domagają się większego uznawania męskości, większej liczby męskich wzorców do naśladowania, bardziej konkurencyjnego sportu oraz większej odpowiedzialności chłopców w środowisku szkolnym. Opowiadają się oni również za bardziej przejrzystymi przepisami w szkole, bardziej tradycyjnymi strukturami szkolnymi, w tym segregacją klas ze względu na płeć, oraz bardziej rygorystyczną dyscypliną.
Krytycy zasugerowali, że grupy broniące praw mężczyzn postrzegają chłopców jako jednorodną grupę dzielącą się wspólnymi doświadczeniami związanymi ze szkołą i nie zdają sobie sprawy, jak różne mogą być reakcje na podejścia edukacyjne w zależności od wieku, niepełnosprawności, kultury, pochodzenia etnicznego, seksualności, religii i klasy.
W Australii dyskurs na temat praw mężczyzn miał wpływ na dokumenty rządowe. W porównaniu z Australią, mniejszy wpływ odnotowano w Wielkiej Brytanii, gdzie feministki miały historycznie mniejszy wpływ na politykę edukacyjną.
Jednakże Mary Curnock Cook, dyrektor naczelna brytyjskich uniwersytetów i koledżów (UCAS), stwierdziła, że w Wielkiej Brytanii pomimo wyraźnych dowodów i pomimo doniesień prasowych, panuje ogłuszające milczenie polityczne w tej kwestii. Czy ruch kobiet stał się teraz taką oczywistością, że nie możemy sobie wyobrazić potrzeby podejmowania pozytywnych działań w celu zapewnienia chłopcom równych wyników w nauce?.

### Kobiecy przywilej
Ruch praw mężczyzn odrzuca koncepcję, która mówi, że mężczyźni są uprzywilejowani w stosunku do kobiet. Ruch dzieli się na dwie grupy: tych, którzy uważają, że seksizm szkodzi w równym stopniu mężczyznom i kobietom oraz tych, którzy postrzegają społeczeństwo jako popierające degradację mężczyzn i podtrzymujące to, co nazywają kobiecym przywilejem.

### Struktury rządowe
Grupy praw mężczyzn wezwały struktury rządowe do zajęcia się kwestiami specyficznymi dla mężczyzn i chłopców, w tym edukacją, zdrowiem, pracą i małżeństwem. Grupy broniące praw mężczyzn w Indiach wezwały do utworzenia Ministerstwa Opieki Społecznej Mężczyzn i Krajowej Komisji ds. Mężczyzn. W Wielkiej Brytanii zostało zaproponowane przez posła Davida Amessa i Lorda Northbourne’a utworzenie ministra ds. mężczyzn analogicznego do istniejącego ministra ds. kobiet, lecz odrzucone przez rząd kierowany przez premiera Tony’ego Blaira. W Stanach Zjednoczonych Warren Farrell stoi na czele komisji, która koncentruje się na utworzeniu Rady Białego Domu ds. Chłopców i Mężczyzn jako odpowiednika utworzonej w marcu 2009 Rady Białego Domu ds. Kobiet i Dziewcząt.

### Zdrowie
Grupy praw mężczyzn postrzegają problemy zdrowotne mężczyzn i ich krótszy okres życia w porównaniu z kobietami na całym świecie jako dowód dyskryminacji i ucisku. Twierdzą, że feminizm doprowadził do tego, że więcej poświęca się uwagi problemom zdrowotnym kobiet w stosunku do problemów zdrowotnych mężczyzn. Podkreślają pewne różnice w finansowaniu problemów zdrowotnych mężczyzn w porównaniu z kobietami, zauważając na przykład, że na badania nad rakiem prostaty przeznacza się mniej środków niż na badania nad rakiem piersi.
David Benatar argumentował, że przeznaczanie większej ilości pieniędzy na badania nad zdrowiem mężczyzn może zmniejszyć różnice w średniej długości życia mężczyzn i kobiet. Jednakże kobiety i mniejszości były zazwyczaj wykluczane z badań medycznych do lat 90. Vivianna Simon stwierdziła: „Większość badań biomedycznych i klinicznych opiera się na założeniu, że mężczyzna może być przedstawicielem gatunku”. Naukowcy medyczni ostrzegają, że takie fałszywe założenia są nadal powszechne. Wbrew antyfeministycznym twierdzeniom, wyniki empiryczne sugerują, że uprzedzenia płciowe wobec kobiet pozostają normą w medycynie. Farrell stwierdził, że industrializacja podniosła poziom stresu u mężczyzn, jednocześnie obniżając poziom stresu u kobiet poprzez odsuwanie mężczyzn od domu i rodziny oraz popychanie kobiet bliżej domu i rodziny. Przytacza to wyjaśnienie, dlaczego mężczyźni są bardziej narażeni na śmierć z powodu wszystkich 15 głównych przyczyn zgonu niż kobiety w każdym wieku. Stwierdził, że rząd USA, który ma Biuro Badań nad Zdrowiem Kobiet, ale nie ma Biura Badań nad Zdrowiem Mężczyzn, wraz z rządem federalnym USA wydającym dwa razy więcej pieniędzy na zdrowie kobiet, pokazuje, że społeczeństwo uważa mężczyzn za bardziej łatwych do zastąpienia niż kobiety.

### Bezdomność
Działacze ruchu praw mężczyzn twierdzą, że bezdomność jest kwestią płci. W Wielkiej Brytanii większość bezdomnych to mężczyźni. Badanie przeprowadzone w 2018 roku na trzech departamentach kryzysowych w Pensylwanii wykazało niewielką różnicę w liczbie mężczyzn i kobiet, którzy sami określili się jako bezdomni; jednak badanie nie wykazało, że odzwierciedla ono populację bezdomnych w Stanach Zjednoczonych jako całości.

### Więziennictwo
Działacze praw mężczyzn argumentują, że badania nad zróżnicowaniem warunków więziennych dla mężczyzn i kobiet dostarczają dowodów na dyskryminację mężczyzn. Warren Farrell powołał się na dowody, że mężczyźni otrzymują surowsze wyroki więzienia i są bardziej narażeni w Stanach Zjednoczonych na karę śmierci. Uważa on, że społeczeństwo uważa kobiety za naturalnie bardziej niewinne i wiarygodne; krytykuje on syndrom maltretowanej kobiety i obronę dzieciobójstwa. Krytykuje również warunki panujące w więzieniach dla mężczyzn i brak uwagi władz na gwałty między mężczyznami przebywających w zakładach karnych.

### Pobór do wojska
Członkowie ruchu praw mężczyzn uważają, że pobór do wojska jedynie mężczyzn jest przykładem dyskryminacji płciowej.
W 1971 roku przeciwnicy poboru w Stanach Zjednoczonych wnieśli pozew zbiorowy, zarzucając, że pobór do wojska tylko mężczyzn naruszył prawo do równej ochrony przewidzianej w amerykańskiej konstytucji. Kiedy w 1981 roku sprawa Rostker v Goldberg (pol. Rostker przeciw Goldbergowi) trafiła do Sądu Najwyższego, poparła ich grupa praw mężczyzn i wiele grup feministycznych, w tym Narodowa Organizacja Kobiet.
Sąd Najwyższy utrzymał jednak w mocy ustawę o wojskowej służbie selektywnej, stwierdzając, że argument za rejestracją kobiet opierał się na względach sprawiedliwości, ale Kongres miał prawo, w ramach wykonywania swoich konstytucyjnych uprawnień, skupić się na kwestii potrzeb wojskowych, a nie na „sprawiedliwości”. Decyzja sekretarza obrony Asha Cartera z 2016 roku o otwarciu wszystkich stanowisk wojskowych dla kobiet wznowiła debatę o tym, czy kobiety powinny być zobowiązane do zarejestrowania się w Systemie Służby Selektywnej. W sprawie National Coalition of Men v Selective Service System sąd okręgowy orzekł, że projekt dotyczący wyłącznie mężczyzn jest niezgodny z konstytucją.

### Oszustwa związane z ojcostwem
Działacze praw mężczyzn i praw ojców twierdzą, że istnieje wysoki poziom błędnego orzekania ojcostwa lub „oszustwa ojcowskiego”, gdzie mężczyźni wychowują i/lub wspierają finansowo dzieci, które nie są ich potomkami biologicznymi. Posiadają biologiczne poglądy na temat ojcostwa, podkreślając imperatyw genetycznego podłoża ojcostwa, a nie społecznych aspektów ojcostwa.
Twierdzą oni, że mężczyźni nie powinni być zmuszani do wspierania dzieci, których ojcem jest inny mężczyzna, i że mężczyźni są krzywdzeni, ponieważ tworzy się związek między mężczyzną a jego niebiologicznymi potomkami, jednocześnie odmawiając dzieciom i ich biologicznemu ojcu tego doświadczenia i wiedzy o ich historii genetycznej. Ponadto twierdzą oni, że niebiologiczni ojcowie są pozbawieni możliwości posiadania własnych biologicznych dzieci w innym związku.
Działacze ruchu praw mężczyzn popierają stosowanie obowiązkowych testów na ojcostwo w celu uspokojenia domniemanych ojców w kwestii ojcostwa dziecka; grupy działające na rzecz praw mężczyzn i praw ojców wezwały do przeprowadzenia obowiązkowych testów na ojcostwo co do wszystkich dzieci. Prowadzili oni kampanię na rzecz mężczyzn, którym badania genetyczne wykazały, że nie są biologicznymi ojcami, ale którzy są jednak zobowiązani do ponoszenia za nich odpowiedzialności finansowej. W związku z tymi obawami ustawodawcy w niektórych systemach prawnych poparli ten pogląd i wydali ustawy zwalniające z obowiązku wypłacania alimentów na dzieci w przypadku, gdy mężczyźnie nie udowodniono, że jest ojcem.
Australijskie grupy praw mężczyzn sprzeciwiły się zaleceniom zawartym w sprawozdaniu Australijskiej Komisji ds. Reformy Prawa (ang. Australian Law Reform Commission) oraz Krajowej Rady ds. Zdrowia i Badań Medycznych (ang. National Health and Medical Research Council), które wymagałyby świadomej zgody obojga rodziców na badanie małych dzieci pod kątem ojcostwa, oraz przepisom, które czyniłyby nielegalnym pobieranie próbek do badań DNA bez świadomej zgody danej osoby. Socjolog Michael Gilding stwierdził, że działacze na rzecz praw mężczyzn wyolbrzymili wskaźnik i zakres błędnie przypisanego ojcostwa, który szacuje on na około 1–3%. Sprzeciwił on się wezwaniom do obowiązkowego badania wszystkich dzieci pod kątem ojcostwa.

### Gwałt
Działacze ruchu praw mężczyzn są w znacznym stopniu zaniepokojeni fałszywymi oskarżeniami o gwałt i napaściami na tle seksualnym oraz chęcią ochrony mężczyzn przed negatywnymi skutkami fałszywych oskarżeń.
Uważają oni, że podanie nazwiska oskarżonego przy jednoczesnym zapewnieniu anonimowości oskarżyciela (ofiary) zachęca do tego rodzaju nadużyć. Twierdzą również, że sprawy gwałtu zostały wykorzystane jako oszustwo. Badania przeprowadzone w Stanach Zjednoczonych, Australii i Wielkiej Brytanii wykazały, że odsetek fałszywych lub nieuzasadnionych oskarżeń o gwałt wynosi od około 2% do 8%. Przytaczając badania, w tym badania Eugene’a Kanina i Sił Powietrznych USA, stwierdzono, że 40–50% lub więcej oskarżeń o gwałt może być fałszywych.

#### Kryminalizacja gwałtu w małżeństwie
W Wielkiej Brytanii, USA i w Indiach niektóre grupy praw mężczyzn sprzeciwiają się ustawodawstwu i orzecznictwu sądowemu, które penalizuje gwałt małżeński. Wśród powodów sprzeciwu znajdują się obawy dotyczące fałszywych zarzutów związanych z postępowaniami rozwodowymi oraz przekonanie, że seks jest nieodwołalną częścią instytucji małżeństwa.
W Indiach istnieje obawa przed wchodzeniem w związki i przyszłe małżeństwa z powodu tego, iż takie regulacje dały kobietom rażąco nieproporcjonalne prawa. Virag Dhulia z Save Indian Family Foundation, indyjskiej organizacji zajmującej się prawami mężczyzn, sprzeciwił się wysiłkom na rzecz kryminalizacji gwałtów małżeńskich w Indiach, argumentując, że żaden związek nie ma prawa działać, jeśli te zasady zostaną wprowadzone w życie.

##### Feministyczna krytyka dyskursu
Feministyczne badaczki Lise Gotell i Emily Dutton stwierdziły, że treść na manosferze ujawnia antyfeministyczne argumenty za gwałtem, w tym, że przemoc seksualna jest problemem symetrycznym płciowo; feministki są odpowiedzialne za wymazanie (ang. erasing) męskich doświadczeń wiktymizacji, fałszywe zarzuty są powszechne, i że kultura gwałtu jest feministycznym produktem paniki moralnej. Stwierdziły one, że ważne jest zaangażowanie [w ten temat], ponieważ istnieje realne niebezpieczeństwo, że działacze ruchu praw mężczyzn mogą stwierdzić, iż może dojść do zredefiniowania dotychczasowego dyskursu nt. przemocy seksualnej.

### Prawa reprodukcyjne
W 2006 roku American National Center for Men poparło pozew znany jako Dubay v Wells. Sprawa dotyczyła tego, czy mężczyźni powinni mieć możliwość rezygnacji ze wszystkich praw i obowiązków ojcowskich w przypadku nieplanowanej ciąży. Zwolennicy argumentowali, że dałoby to kobietom czas na podjęcie świadomej decyzji i dałoby mężczyznom takie same prawa reprodukcyjne jak kobietom. Dubay powództwo wytoczył po urodzeniu się dziecka. .
Pozew i odwołanie zostały oddalone, a Sąd Apelacyjny Stanów Zjednoczonych stwierdził, że żadne z rodziców nie ma prawa zrzec się odpowiedzialności finansowej za dziecko i że twierdzenie Dubaya, że prawo mężczyzny do zrzeczenia się ojcostwa byłoby analogiczne do prawa kobiety do aborcji opiera się na fałszywej analogii. Sąd podkreślił, że w przedmiotowej sprawie dziecko już istnieje (the child is already in existence), podczas gdy w przypadku dokonania aborcji ciąża nie prowadzi do żywego urodzenia (the pregnancy does not result in a live birth).

### Ubezpieczenia społeczne
Grupy na rzecz praw mężczyzn twierdzą, że kobiety otrzymują lepsze niż mężczyźni świadczenia socjalne i podatkowe.
Warren Farrell stwierdził, że mężczyźni w Stanach Zjednoczonych płacą więcej na ubezpieczenie społeczne, jednak to kobiety łącznie otrzymują więcej świadczeń, a dyskryminacja mężczyzn w ubezpieczeniach i emeryturach nie jest uznawana.

### Samobójstwa
Działacze praw mężczyzn wskazują na wyższy odsetek samobójstw wśród mężczyzn niż kobiet. Na przykład w Stanach Zjednoczonych stosunek liczby samobójstw mężczyzn do liczby samobójstw kobiet waha się w przybliżeniu od 3:1 do 10:1.

## Krytyka
Ruch praw mężczyzn był krytykowany za wykazywanie tendencji mizoginistycznych. Southern Poverty Law Center stwierdziło, że podczas gdy niektóre strony internetowe, blogi i fora związane z tym ruchem wypowiadają uzasadnione i niekiedy niepokojące skargi dotyczące traktowania mężczyzn, to najbardziej widoczny jest mizoginistyczny ton, który przenika do tak wielu.
Po dalszych badaniach nad ruchem, SPLC wysunęło opinię: Cienko zawoalowane pragnienie dominacji kobiet i przekonanie, że obecny system uciska mężczyzn na rzecz kobiet, to jednoczące doktryny męskiego, suprematycznego światopoglądu. Inne badania wskazują na grupy obrony praw mężczyzn w Indiach, które próbują zmienić lub całkowicie znieść ważne prawne zabezpieczenia dla kobiet jako formę niepokoju przed patriarchalizmem, a także są wrogie wobec kobiet.
Ekspert ds. przemocy domowej Lundy Bancroft nazwał prawa mężczyzn „krucjatą sprawców” i powiedział, że postawy ruchu przyczyniają się do nadużyć wobec kobiet.